# Metachrostis miasma
Metachrostis miasma är en fjärilsart som beskrevs av George Francis Hampson 1891. Metachrostis miasma ingår i släktet Metachrostis och familjen nattflyn. Inga underarter finns listade i Catalogue of Life.